# Kampen vasútállomás
Kampen vasútállomás vasútállomás Hollandiában, Kampen településen. Az állomást az Nederlandse Spoorwegen üzemelteti.

## Vasútvonalak
Az állomást az alábbi vasútvonalak érintik:
- Utrecht–Kampen-vasútvonal
- Zwolle–Kampen-vasútvonal

## Kapcsolódó állomások
A vasútállomáshoz az alábbi állomások vannak a legközelebb:
- Zwolle Stadshagen railway station